# Gianfrancesco Morosini (patriarca)
Gianfrancesco Morosini (Venezia, 24 settembre 1604 – Venezia, 5 agosto 1678) è stato un patriarca cattolico italiano.

## Biografia
Nato a Venezia da nobile famiglia, fu eletto patriarca di Venezia dal Senato veneziano il 30 aprile 1644 e confermato da papa Urbano VIII il 13 giugno seguente. Prese possesso della cattedrale di San Pietro di Castello il 20 agosto dello stesso anno.
Fu zelante pastore della diocesi lagunare, più volte dovette intervenire per cessare abusi, richiamare all'ordine e al decoro i sacerdoti e i laici a lui sottoposti; intenso l'impegno nel sostenere finanziariamente e nelle preghiere la Serenissima allora impegnata nella guerra di Candia. Sotto il suo patriarcato si tennero due sinodi diocesani: il primo, nel 1653, si limitò a ribadire alcune norme ecclesiastiche già stabilite in precedenza dal Corner, il secondo, che si tenne nel 1667, intervenne su alcuni aspetti della amministrazione dei sacramenti.
Morì a Venezia il 5 agosto 1678. Fu sepolto nella chiesa di San Nicola da Tolentino: magnifico il monumento funebre erettogli dallo scultore genovese Filippo Parodi.

## Genealogia episcopale e successione apostolica
La genealogia episcopale è:
- Vescovo Marco Giustiniani
- Patriarca Gianfrancesco Morosini

La successione apostolica è:
- Vescovo Giuseppe Maria Pizzini, O.P. (1645)
- Vescovo Petar Kačić, O.F.M. (1646)
- Arcivescovo Giuseppe Maria Bonaldi, O.P.  (1646)

## Stemma
| Immagine | Blasonatura |
| -------- | --- |
| \| \|    | Gianfrancesco Morosini Patriarca di Venezia D'oro, alla banda d'azzurro. Lo scudo, accollato a una croce astile patriarcale d'oro, posta in palo, è timbrato da un cappello con cordoni e nappe di verde. Le nappe, in numero di trenta, sono disposte quindici per parte, in cinque ordini di 1, 2, 3, 4, 5 |
|          | |